# Snezjnaja skazka
Snezjnaja skazka (russisk: Снежная сказка) er en sovjetisk spillefilm fra 1959 af Aleksej Sakharov og Eldar Sjengelaja.

## Medvirkende
- Igor Jersjov som Mitja
- Alla Kozjokina som Ljolja
- Jevgenij Leonov
- Zinaida Narysjkina
- Klara Lutjko